# Mediodactylus walli
Mediodactylus walli är en ödleart som beskrevs av Ingoldby 1922. Mediodactylus walli ingår i släktet Mediodactylus och familjen geckoödlor. Inga underarter finns listade i Catalogue of Life.
Denna ödla förekommer i bergstrakter i norra Pakistan och nordvästra Indien. Arten lever i regioner mellan 1500 och 1850 meter över havet. Individerna vistas i klippiga kulturlandskap. De klättrar bland annat på stenmurar och byggnadernas väggar. Honor lägger ägg.
För beståndet är inga hot kända. Antagligen har Mediodactylus walli bra anpassningsförmåga. IUCN kategoriserar arten globalt som livskraftig.